# うず潮 (小説)
『うず潮』（うずしお）は、林芙美子が1947年に『毎日新聞』紙上で発表した小説。林の戦後最初の新聞小説で、映画化、テレビドラマ化もされた。

## あらすじ
戦争で夫を亡くした高浜千代子は、5歳の子どもを神奈川県二宮町の託児所に預けて、東京で住み込みの料理店に勤める。そんな千代子を慕うのは、岡山出身で、千代子の兄（戦争中は教師であったが、戦後公職追放を受けた）の教え子であった杉本である。京都に住む兄の家でめぐりあった二人が、さまざまな困難に立ち向かいながら、新しい愛をはぐくむ姿を、二人の周囲の人物をからめながら描いた作品である。

## 映画

### 1952年
1952年11月6日に公開。監督は原研吉、製作は松竹。

#### キャスト（1952年）
- 高浜千代子：月丘夢路
- 杉本晃吉：若原雅夫
- 悠一：松本恒夫
- 健二：佐田啓二
- 小谷仙子：草間百合子
- 岡辺百合子：野添元子（野添ひとみ）
- あき子：幾野道子
- 芳記：伊沢一郎
- 雄作：柳永二郎
- 澄江：鶴実千代
- 谷村：三宅邦子

### 1964年
1964年11月22日に公開。監督は斎藤武市、製作は日活。
林芙美子の同名小説ではなく、1964年から1965年まで放送されたNHK連続テレビ小説（朝ドラ）『うず潮』の映画化。林芙美子は原作としてもクレジットされていない。県立尾道高等女学校在学時の林フミ子の青春時代に絞った内容となっている。
吉永小百合と浜田光夫の純愛コンビはマンネリズムが問題になっていたが、前作『愛と死をみつめて』が4億5000万円の興行収入を上げ、その問題を吹き飛ばし、沈滞気味の日本映画界にカツを入れた。吉永・浜田のコンビは本作が28本目となる。

#### キャスト（1964年）
- 林フミ子：吉永小百合
- 林ミノ：奈良岡朋子
- 林茂介：東野英治郎
- 佐々木二郎：山内賢
- 大杉光平：浜田光夫
- 大杉ふゆ：高野由美
- 大杉次子：田代みどり
- 父親：嵯峨善兵
- 兄貴：平田大三郎
- 森教師：二谷英明
- 池上教師：沢村貞子
- 行商人：榎木兵衛
- 行商人の娘：林寛子
- 瀬川菊丸：藤村有弘

#### ロケ地
ラストシーンでフミ子が尾道から上京するため、広島県尾道市が舞台であるが、尾道と香川県で一週間のロケが行われた。室内シーンは全て日活撮影所。香川ロケは、齋藤武市が同年の映画『鉄火場破り』で多度津ロケをした際に、古い町並みを気に入り、大正ものを撮る時は、多度津を使いたいと思ったことによる。ラストシーンは多度津駅を大正時代の尾道駅に仕立てて撮影が行われた。その他、高松市の栗林公園、志度町鴨庄・小田（現・さぬき市）で香川ロケが行われた。
尾道ロケは『東京物語』のロケ地としても有名な浄土寺、筒湯小学校、千光寺などでロケが行われた。

## テレビドラマ

### 武田ロマン劇場版
1962年7月5日と同年7月12日の2回に渡って、日本テレビ系列の『武田ロマン劇場』（武田薬品工業一社提供、木曜22時30分 - 23時15分）で放送。

#### キャスト
- 津島恵子
- 川喜多雄二
- 宇治みさ子
- 村上冬樹
- 潮万太郎
- 北条真紀子
- 阿部浩司
- 高城淳一

#### スタッフ
- 原作：林芙美子
- 脚本：大津皓一
- 演出：野中一夫
- 音楽：渡辺宙明

| 日本テレビ系 武田ロマン劇場 | 日本テレビ系 武田ロマン劇場 | 日本テレビ系 武田ロマン劇場 |
| 前番組                      | 番組名                      | 次番組                      |
| --------------------------- | --------------------------- | --------------------------- |
| 月は上がりぬ                | うず潮                      | 涙                          |

## 連続テレビ小説版
1964年4月6日から1965年4月3日まで放送されたNHK連続テレビ小説の第4作。全310回。

### 概要
少女期の貧しい生活にもへこたれず、明るく生きていくヒロインの生涯を描いた。原作は林芙美子の「うず潮」「放浪記」など。
無名の新人を単独ヒロインに起用した最初の作品であり、この年だけNHK大阪放送局が制作した作品である。
視聴率が記録されている最初の朝ドラでもあり、初回視聴率は23.2%、放送期間平均視聴率は30.2%、最高視聴率は47.8%である（ビデオリサーチ調べ、関東地区・世帯）。

### キャスト
- 林フミ子 - 林美智子[9]
- 母・ミノ - 日高澄子
- 父・茂介 - 永野達雄
- 森先生 - 大塚国夫
- 郡田先生 - 雪代敬子
- 大杉光平 - 津川雅彦
- 級友・芳江 - 桜田千枝子
- 級友・カツ子 - 池田和歌子
- 級友・きみ子 - 茅島成美
- 丘甫 - 渡辺文雄
- 大田屋の女主人 - 古林泉
- 女主人の息子 - 楠年明
- その他 - 西山嘉孝、門之内純子、松岡与志男、津島道子、紅新子、鹿沼朝子、和歌鈴子、野田睦美、川辺久造、前畑稲子、社千代、雛とも子、大江幾乃、八島左知、珠梨英、白雪式娘、伊藤弘子

### スタッフ
- 原作 - 林芙美子[5]
- 脚本 - 田中澄江[5]
- 音楽 - 田中正史
- 挿入歌 - 椿洋子「心のうず潮」[6]（作詞 - 横井弘、作曲 - 田中正史、編曲 - 小川寛興）
- 語り - 白坂道子
- 演出 - 関口象一郎

| NHK 連続テレビ小説    | NHK 連続テレビ小説  | NHK 連続テレビ小説    |
| 前番組                | 番組名              | 次番組                |
| --------------------- | ------------------- | --------------------- |
| あかつき （1963年度） | うず潮 （1964年度） | たまゆら （1965年度） |